# 马莱格
马莱格（英语：Mallaig/ˈmælɪɡ/；苏格兰盖尔语：Malaig[ˈmal̪ˠɛkʲ]），是英国苏格兰高地行政区的一个城镇，位于苏格兰西海岸。总人口797（2001年）。马莱格火车站是英国铁路线西高地线的终点站。